# Provincia del Chaco
Chaco, en el texto de la constitución provincial Provincia del Chaco, es una de las veintitrés provincias de la República Argentina. A su vez, es una de las veinticuatro jurisdicciones autogobernadas que conforman el país y uno de los veinticuatro distritos electorales legislativos nacionales. Su capital y ciudad más poblada es Resistencia.
Está ubicada en el noreste del país, en la región del Norte Grande Argentino, limitando al norte con los ríos Bermejo y Teuco que la separan de Formosa, al este con los ríos Paraguay y Paraná que la separan, respectivamente, de la República del Paraguay y la provincia de Corrientes, al sur con Santa Fe, al oeste con Santiago del Estero y al noroeste con la provincia de Salta. Tras su última actualización de límites, posee una superficie de 99 633 km², lo que la ubica como la 12.ª provincia más extensa del país, prácticamente a mitad del listado de distritos por tamaño.
Se la considera «joven» porque fue creada luego de la Organización Nacional. Su economía se apoya en el sector primario, donde se destacan los cultivos de algodón, soja, la producción de ganado vacuno y la extracción de madera.
Cuenta con una de las mayores poblaciones originarias del país, integrada por wichís, qom y mocovíes. Además de la población de origen indígena, el territorio de la actual provincia recibió inmigrantes de otras provincias y países. Actualmente hay descendientes de búlgaros, checos, croatas, eslovacos, españoles, italianos, alemanes, polacos, franceses, suizos,  rusos, paraguayos, montenegrinos y afrodescendientes.
En 2010, Chaco pasó a ser la segunda provincia argentina en adoptar más de un idioma oficial, al declarar en 2010 a los idiomas qom (lengua nativa de la etnia toba), moqoit (lengua nativa de la etnia mocoví) y wichi (lengua nativa de la etnia wichi) como idiomas oficiales alternativos de la provincia. De esta manera, Chaco se sumaría a su vecina provincia de Corrientes como las únicas de la República Argentina en poseer un idioma oficial además del castellano.

## Historia

### Pueblos originarios
Chaco es una de las regiones argentinas menos estudiadas desde el registro arqueológico, por lo cual se carece de datos fidedignos sobre los procesos de ocupación del territorio. Se supone que los primeros pobladores se asentaron en la región durante el IV milenio a. C.
A partir de los registros etnohistóricos se sabe que existieron dos grandes familias lingüísticas: la guaicurú y la mataco-mataguayo, a menudo unificadas en la mataco guaicurú.
Los guaycurúes, vinculados a los pueblos pámpidos, estaban conformados por varias etnias: mocovíes, qom, pilagáes y abipones. Los wichís o matacos, por su parte, presentan influjos amazónidos y ándidos.

### Colonización española
El primer europeo, según muchas fuentes, portugués pero al servicio de la Corona española, que atravesó el Gran Chaco fue Alejo García, quien se internó en busca de yacimientos del Potosí. También lo exploraron Sebastián Gaboto en 1528 recorriendo el río Paraná y el río Paraguay hasta la desembocadura del río Bermejo, Juan de Ayolas, Domingo Martínez de Irala, Álvar Núñez Cabeza de Vaca, entre otros. La primera fundación española en tierras del Chaco fue la realizada por Alonso de Vera y Aragón y Calderón el 14 de abril de 1585, con el nombre de Concepción de Nuestra Señora, en las cercanías de la actual localidad de Tres Isletas.
Con esta fundación comenzó la acción misional en la que se destacó el franciscano San Francisco Solano, recordado por su respeto a las culturas aborígenes. En 1585, llegaron a la región los primeros misioneros de la Compañía de Jesús: Alonso de Bárcena y Francisco de Angulo. Acompañados más tarde (1590) por Pedro Añazco y Juan Font quienes iniciaron la evangelización de los pueblos guaycurúes. Tras la destrucción de la primera Concepción del Bermejo en 1632, recién a mediados del siglo XVIII misioneros jesuitas volvieron a crear reducciones, como la de San Bernardo de Vértiz, La Cangayé y San Fernando del Río Negro en las proximidades del asiento de la antigua ciudad destruida, sin embargo estas reducciones en el Chaco Austral tuvieron poco éxito y no llegaron al siglo XIX.
En 1811, entre la Junta Grande del Río de la Plata y la Junta Gubernativa de Asunción, establecía que los límites entre las intendencias de Buenos Aires y del Paraguay, permanecerían como se hallaban hasta que un Congreso General los defina, por lo que no se establecieron límites entre ellas, en el Gran Chaco.
La Ley N.º 28, del 17 de octubre de 1862, dispuso que todos los territorios existentes fuera de los límites o posesión de las provincias sean nacionales.
En 1865, tras la invasión paraguaya a Corrientes, la Argentina firmó el Tratado de la Triple Alianza con Brasil y Uruguay. Por este tratado las actuales provincias de Formosa, Chaco y una extensa porción del actual Chaco Boreal paraguayo hasta la Bahía Negra deberían quedar en territorio argentino al finalizar la guerra.
El general Emilio Mitre ocupó en octubre de 1869, Villa Occidental redenominándola Villa Argentina, frente a la ciudad de Asunción, tal ciudad fue la primera capital del Chaco.
Después la guerra de la Triple Alianza (1864-1870) se inició la ocupación efectiva del territorio situado al norte del río Salado.

### Territorio Nacional del Chaco

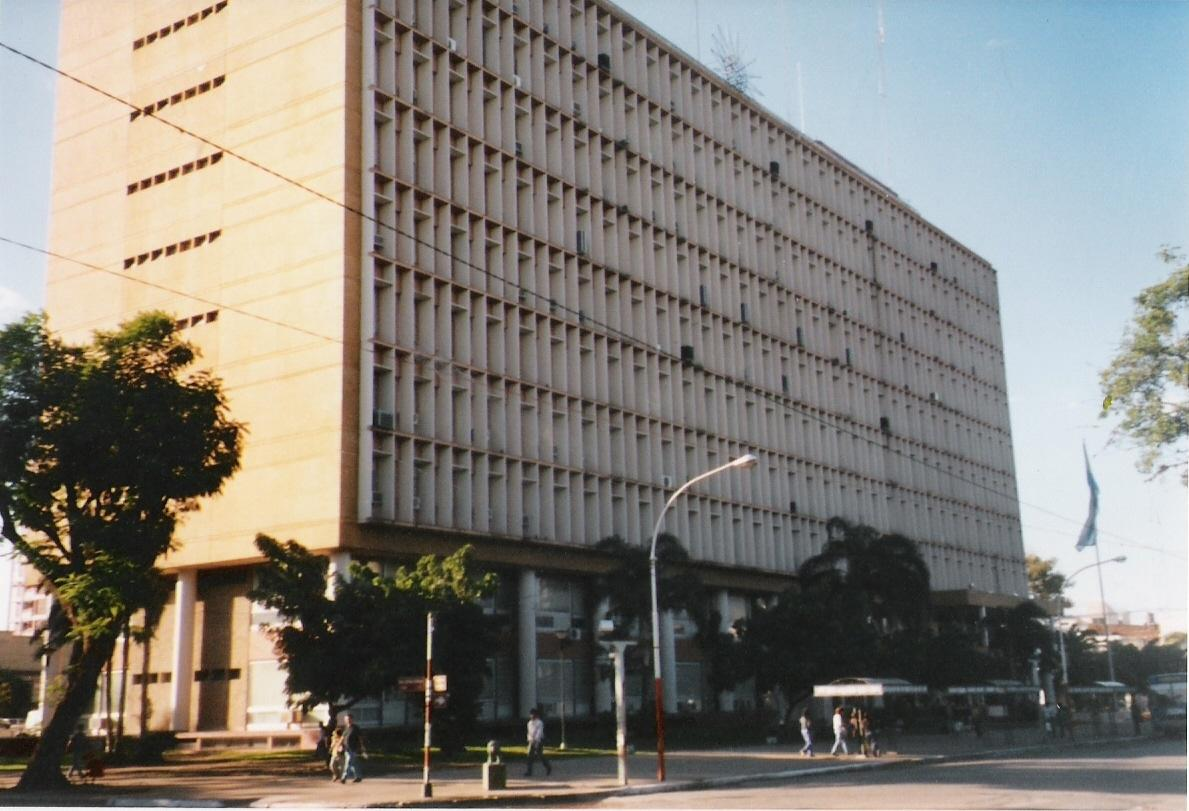
Casa de Gobierno de la provincia del Chaco, en la ciudad de Resistencia.

El Territorio Nacional del Gran Chaco con capital en Villa Occidental fue creado el 31 de enero de 1872 mediante un decreto del presidente Domingo Faustino Sarmiento nombrando al comandante de las fuerzas argentinas acantonadas en Asunción, Julio de Vedia como gobernador. En octubre de ese año, el Congreso Nacional ratificó el decreto del Poder Ejecutivo Nacional a través de la sanción de la Ley 576. Los límites del territorio, que no fueron mencionados en el decreto ni en la ley se extendían desde el Río Salado al sur, hasta el Río Verde al norte. Hacia el oeste, no estaban definidos.
La primera de las campañas militares en el Gran Chaco, fue la que realizó en 1870 y repitió en 1872, el teniente coronel Napoleón Uriburu hasta el paraje llamado La Cangayé, la antigua reducción de Nuestra Señora de los Dolores, fundada en 1781 en los alrededores de la confluencia de los ríos Teuco y el antiguo Bermejo.
El tratado de límites firmado entre Argentina y Paraguay, el 3 de febrero de 1876 reconoció como paraguayos los territorios al norte del Río Verde hasta la Bahía Negra y sometió el territorio entre los ríos Pilcomayo, Paraguay y Verde al arbitraje del presidente Rutherford Hayes de Estados Unidos, quien falló dos años más tarde a favor del Paraguay (Laudo Hayes). Se procedió entonces a la evacuación de Villa Occidental que fue entregada al Paraguay, se instaló la capital del Territorio Nacional del Gran Chaco en la Isla del Cerrito hasta la fundación de Villa Formosa, el 8 de abril de 1879, que pasó a ser la capital hasta la división del territorio en 1884.
Por Ley nacional 1532, del 16 de octubre de 1884, llamada de Organización de los Territorios Nacionales, el Gran Chaco quedó dividido en dos gobernaciones: la de Formosa —también llamada entonces Gobernación del Bermejo— al norte del río Teuco-Bermejo y la del Chaco al sur de ese curso de agua. El primer Gobernador del Chaco fue Manuel Obligado.
Los límites que fijó la Ley 1532 fueron modificados en dos oportunidades a través de leyes nacionales, impulsadas en razón de la presión ejercida por las autoridades y representantes ante el Congreso Nacional de las provincias de Santa Fe y Santiago del Estero.
El 25 de noviembre de 1884, la capital del Chaco fue asentada en Resistencia, población erigida el 2 de febrero de 1878, por colonos italianos, gran parte de ellos procedentes del Friul, sobre la que fuera la Reducción de San Fernando del Río Negro. Ese año de 1884 vio, también, finalizada la conquista militar de ambos territorios.
Para la territorialización se determinó como lugar apropiado una capital política y lo que había sido en su momento la reducción jesuítica de San Fernando del Río Negro sería rebautizada con el nombre de Resistencia en homenaje a los habitantes que había hecho defensa de sus territorios de los pueblos originarios.
Por la Ley 14.203 del 21 de febrero de 1885, se crearon nueve departamentos: Resistencia, Florencia, Las Toscas, San Antonio de Obligado, Ocampo, Presidente Avellaneda, Guaycuru, Saladillo y Coronel Martínez de Hoz.
Mientras avanzaba la ocupación y colonización del territorio, la vida de los indígenas sufría graves perturbaciones. Estos eran objeto de campañas punitivas por parte del ejército, con apoyo de los colonos.
El decreto del 19 de mayo de 1904 fija los límites de los departamentos y los subdivide en distritos.
En 1910, el gobierno nacional cedió a la provincia de Santiago del Estero gran parte del territorio de la Gobernación del Chaco en el Campo del Cielo, así se constituyeron los actuales límites entre Chaco y Santiago del Estero.
El decreto del 23 de octubre de 1915 fijó otra división departamental en el Territorio Nacional del Chaco, con ocho departamentos: Tobas, Río Teuco, Martínez de Hoz, Napalpi, Tapenaga, Campo del Cielo, Resistencia y Río Bermejo.
En 1924, una rebelión indígena motivada por los malos tratos de los colonos europeos y del gobierno, es aplastada en la masacre de Napalpí, la cual quedó impune.

### Provincialización y nombre
El Congreso de la Nación dispuso por ley 14037 del 8 de agosto de 1951 crear una nueva provincia que tuviera jurisdicción en lo que hasta ese momento había sido el territorio nacional del Chaco. La misma se constituyó en 1952, mediante una asamblea constituyente democráticamente electa, que sesionó entre el 17 y el 21 de diciembre de 1951, sancionando la constitución provincial y eligiendo el nombre que habría de designar: «provincia Presidente Perón».
La nueva constitución provincial introdujo como novedad en el sistema político argentino al establecer que la mitad de los miembros de la Cámara de Representantes sería elegida por votación popular y la otra mitad "será elegida por los ciudadanos que pertenezcan a las entidades profesionales que se rigen por la ley nacional de asociaciones profesionales, debiendo estar integrada la lista de candidatos con miembros de esas entidades". De esta manera se otorgaba un doble voto, voto desigual o voto calificado a un sector de la población, lo que fue —juntamente con la imposición del nombre del presidente en ejercicio— severamente cuestionado por la oposición, al punto de motivar pedidos de inconstitucionalidad e intervención federal.
En septiembre de 1955, el presidente de facto Eduardo Lonardi, cuando aún se encontraba en Córdoba y antes de asumir el cargo, dispuso anular el nombre elegido por la asamblea constituyente para la provincia, y estableció que se la debía designar con el nombre que le había impuesto el decreto del presidente Domingo F. Sarmiento en 1872, al incorporarla como territorio nacional.
El 27 de abril de 1956, el presidente Pedro Eugenio Aramburu dictó una proclama anulando la constitución nacional vigente y las constituciones provinciales, incluyendo la chaqueña. De este modo la provincia del Chaco quedó sin constitución. En 1957 la dictadura convocó a elegir una asamblea constituyente provincial, pero con la prohibición legal de que el partido peronista se presentara en las elecciones. El resultado fue la sanción de la Constitución chaqueña de 1957, cuya legitimidad estuvo en discusión, debido a que no fue sancionada democráticamente.
Por la Ley Provincial N.º 6 del 1 de julio de 1973, la Legislatura creó una nueva división departamental que modificó la denominación de algunos departamentos.
Por el Convenio Interprovincial firmado en Buenos Aires, el 18 de julio de 1978, las provincias del Chaco y de Corrientes solucionaron el diferendo por la posesión de islas en el Río Paraná, definiendo por completo sus límites.

## Geografía

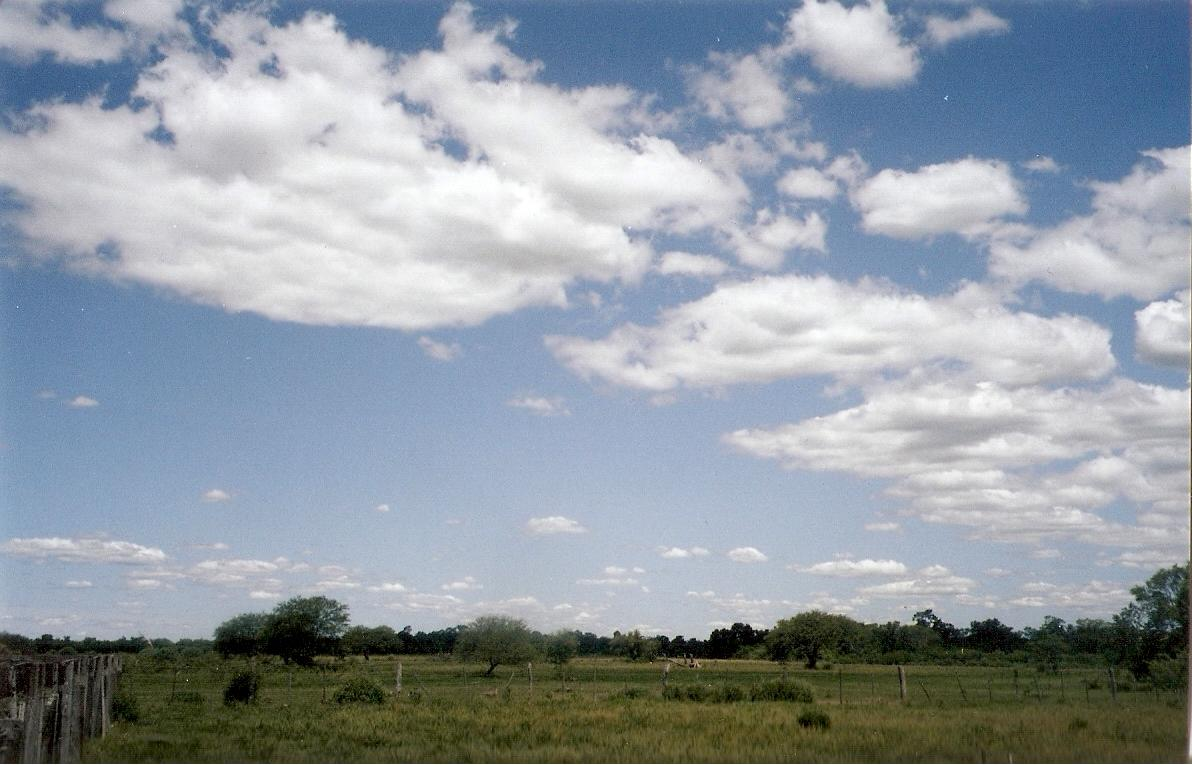
Un campo cerca de Quitilipi, donde se aprecia la alternancia entre los pastizales y el monte chaqueño.

El territorio de esta provincia se halla íntegro en el sector chaquense llamado Chaco Austral; posee un relieve llano y aluvial, con una muy leve inclinación de noroeste a sudeste. Esta característica se hace evidente en la dirección de los cursos fluviales muchas veces divagantes. Los suelos son en su mayoría arcillosos, lo que sumado a la escasa pendiente dificulta el escurrimiento de aguas y forma numerosos bañados, esteros y lagunas semipermanentes.
El sur de la provincia presenta las zonas de mayor inundación (los Bajos Submeridionales), en ella se practica solo la ganadería extensiva y es la zona con menor potencial productivo.

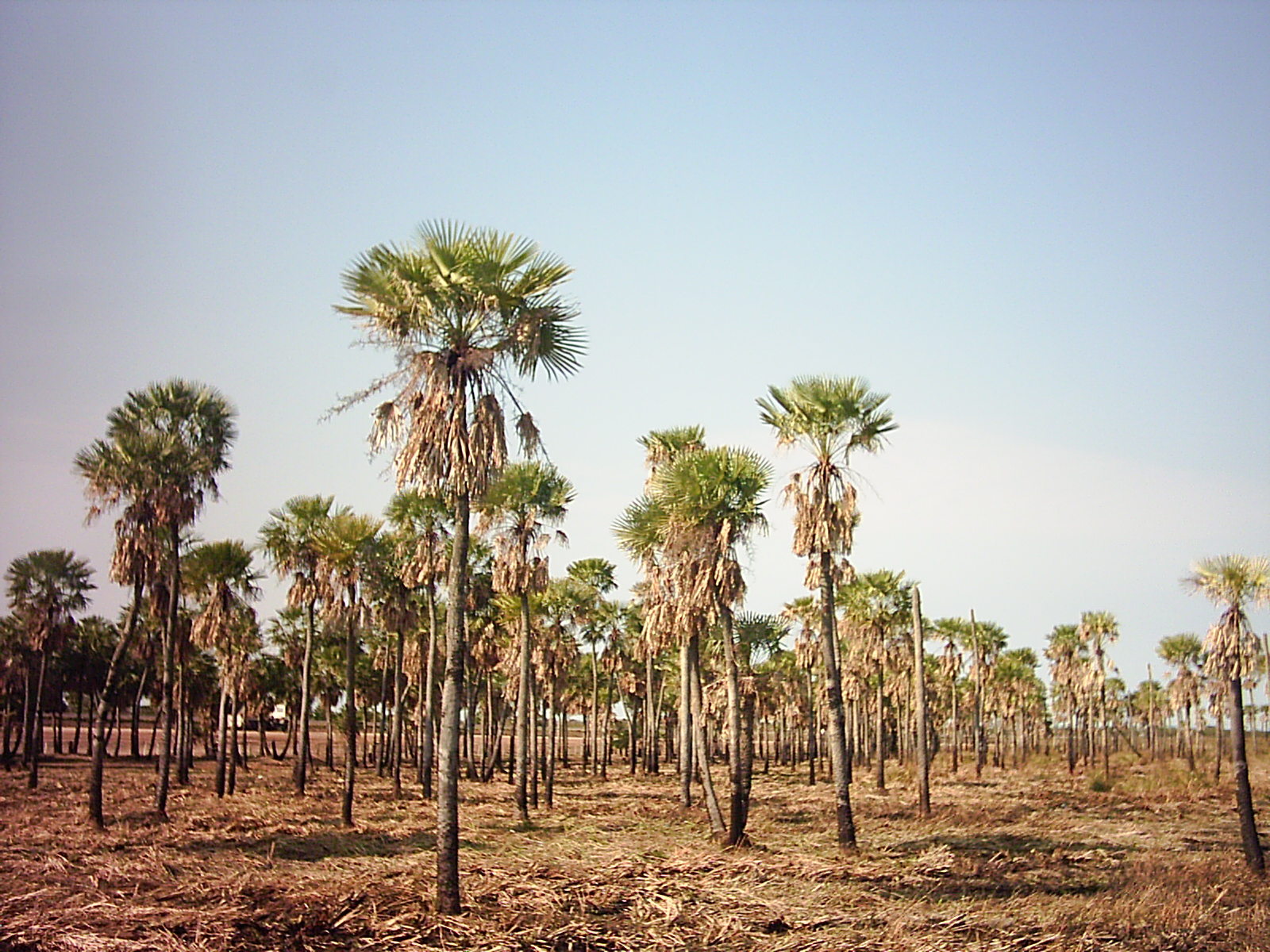
Un palmar de caranday (Copernicia alba) en el acceso a Resistencia desde Corrientes, un paisaje típico del sector oriental del Chaco.

En el norte y oeste, el bosque llamado El Impenetrable ocupa casi la totalidad del territorio; sus tierras constituyen una de las últimas zonas aún fuera de la frontera agrícola. La conciencia de la importancia ecológica de esta foresta fue creciendo en los últimos años; sectores ecologistas libran una dura batalla para que los desmontes —merced a los buenos precios y rindes de la soja— no diezmen su tamaño.
Sobre los tramos de los ríos Paraná y Paraguay se sitúan numerosas islas, dentro de las cuales sobresale la Isla del Cerrito, sede de episodios bélicos en la guerra de la Triple Alianza y uno de los principales puntos turísticos. También algunos bancos de arena se forman frente a la costa correntina, los cuales son muy buscados por los amantes del río.

### Límites
Una línea convencional la separa al oeste de la provincia de Salta, la Línea Barilari; de Santiago del Estero, según ley 4141 en artículo 1 (uno), el límite establecido entre la provincia de Santiago del Estero y el Territorio Nacional del Chaco por ley sancionada octubre de 1884 queda modificado en la siguiente forma: a) desde la intersección del paralelo 28 sur, una línea recta hacia el norte siguiendo el meridiano que le corresponda, hasta encontrar el paralelo que pasa por San Miguel sobre el río Salado (paralelo San Miguel). La Línea de Olmos es el límite artificial con el norte de Santiago del Estero. La separa al sur el paralelo 28.º, cuyo trazado forma el límite con Santa Fe. Cuatro grandes ríos constituyen la frontera oriental y boreal: al este el río Paraguay (que la separa de la República del Paraguay) y el río Paraná, que la separa de la provincia de Corrientes; al Este y norte limita con Formosa mediante el río Bermejo y su afluente, el río Teuco.

### Clima

Mapa climático de la provincia del Chaco según la clasificación climática de Köppen

El clima en toda la provincia es semitropical. El tipo climático correspondiente a la mitad este es el semitropical semiestépico, mientras que en la mitad oeste cambia a semitropical continental.
La mínima registrada en la provincia fue en la ciudad de Las Breñas, con –10 °C el 17 de julio de 2010. La máxima fue de 55 °C en la ciudad de Presidencia Roque Sáenz Peña. Los veranos son muy calurosos; los inviernos, templados. La distribución anual de las lluvias es muy despareja, se alternan las épocas de sequía total y otras en las que los humedales crecen en forma desmesurada.[cita requerida]
La influencia de los vientos húmedos que llegan desde al Atlántico determina que el sector oriental reciba un monto mayor de precipitaciones, con niveles promedios que superan los 1500 mm anuales. 
Hacia el oeste se ingresa en un clima cada vez más continental, donde la amplitud térmica es mayor y el clima más seco, especialmente en el invierno pues sufre de una marcada estación seca. El monto de las precipitaciones acumula solo cerca de 600 mm anuales en el extremo oeste.

### Hidrografía

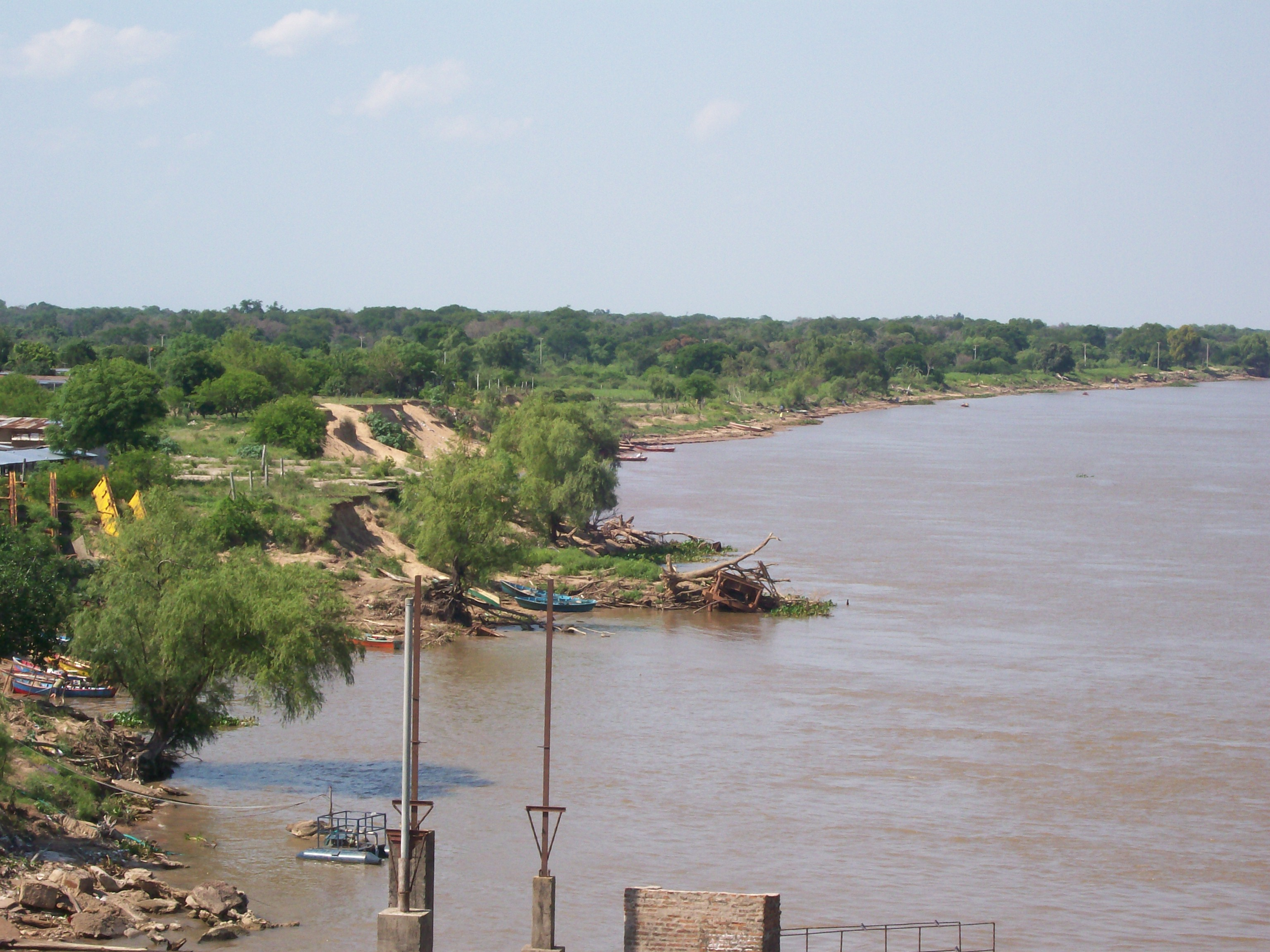
Costa chaqueña del río Paraná.

En el este de la provincia del Chaco, la zona de humedales, parte de la subregion del corredor fluvial Paraná–Paraguay, fue declarada en 2004 como sitio Ramsar de importancia a nivel internacional, por su valor medioambiental. Constituye uno de los ecosistemas de mayor diversidad biológica de la Argentina y alcanza un área aproximada de un millón de hectáreas.
Está ubicado en la franja oriental de los departamentos San Fernando, 1.º de Mayo y Bermejo y presenta los siguientes límites: sur, que coincide con el paralelo 28, que marca la frontera con la provincia de Santa Fe; límite norte con el cauce del río Bermejo; límite oeste con la Ruta Nacional N.º 11 y límite este con los cauces de los ríos Paraná y Paraguay. Comprende un total de doce municipios, con una población que alcanzaba los 394.221 habitantes (2010).
La provincia del Chaco se halla íntegramente en el sector denominado Chaco Austral y posee un relieve totalmente llano y aluvial, con una muy leve inclinación en sentido NO-SE. Esta característica se hace evidente en la dirección de los cursos fluviales muchas veces divagantes. Los suelos son mayoritariamente arcillosos, lo que sumado a la escasa pendiente dificulta el escurrimiento de las aguas y forma numerosos bañados, esteros y lagunas de carácter semipermanente. De este modo, el escurrimiento está regido por la morfología regional y condicionado por los rasgos climáticos que, sumados a la baja energía del relieve, determinan el modelo de escurrimiento lento y complejo, de tipo laminar, con escasa capacidad de evacuación en los períodos de precipitaciones ordinarias. Durante los ciclos de precipitaciones extraordinarias o en períodos húmedos, el área en su mayor parte se convierte en un ambiente con distintos grados de anegabilidad, con una lámina de agua continua o discontinua.
Se presentan algunos grandes esteros como el Chajá. Existen también algunas lagunas permanentes de importancia como la Laguna Limpia.
Los principales ríos son el Bermejo y el Paraguay-Paraná (únicos navegables). Entre los ríos interiores pueden destacarse el río Negro y el Tapenagá, que recorren buena parte de la provincia. También es muy importante el río Bermejito, un afluente del Bermejo, que forma con el Teuco un interfluvio donde se asienta una de las principales poblaciones aborígenes del país. El caso del río Bermejo es muy particular, ya que su recorrido varió con el tiempo y dejó numerosos cauces muertos, algunos de los cuales son invadidos por la vegetación y otros, ocupados por nuevos cursos de agua. La mayoría de los ríos de la región tienen sus serpenteantes caminos sobre antiguos cauces de este río.
En una desesperada búsqueda de agua, durante una de las recurrentes sequías que castigaban la región, en la década de 1920 se descubrieron aguas termales a 80 m de profundidad, en la zona de Sáenz Peña (centro de la provincia), las cuales cuentan con excelentes propiedades minerales para el tratamiento de enfermedades. Con estos descubrimientos, se llegó a la conclusión de hasta dónde se extendía el Acuífero guaraní.

## Demografía

Pirámide de población de Chaco, según el Censo de 2022.

Evolución histórica de la población de la provincia:
| Gráfica de evolución demográfica de Provincia del Chaco entre 1895 y 2022 |
|                                                                           |
| Fuente: Censos nacionales del INDEC                                       |

- Censo 1991: 839,677 habitantes (Indec, 1991) población urbana: 575,913 habitantes (Indec, 1991), población rural: 263,764 habitantes (Indec, 1991).
- Censo 2001: 983,087 habitantes (Indec, 2001) población urbana: 780,440 habitantes (Indec, 2001), población rural: 202,647 habitantes (Indec, 2001).
- Censo 2010: 1.055.259 habitantes, Varones: 519.950, Mujeres: 535.309, índice de masculinidad: 97,1[22]

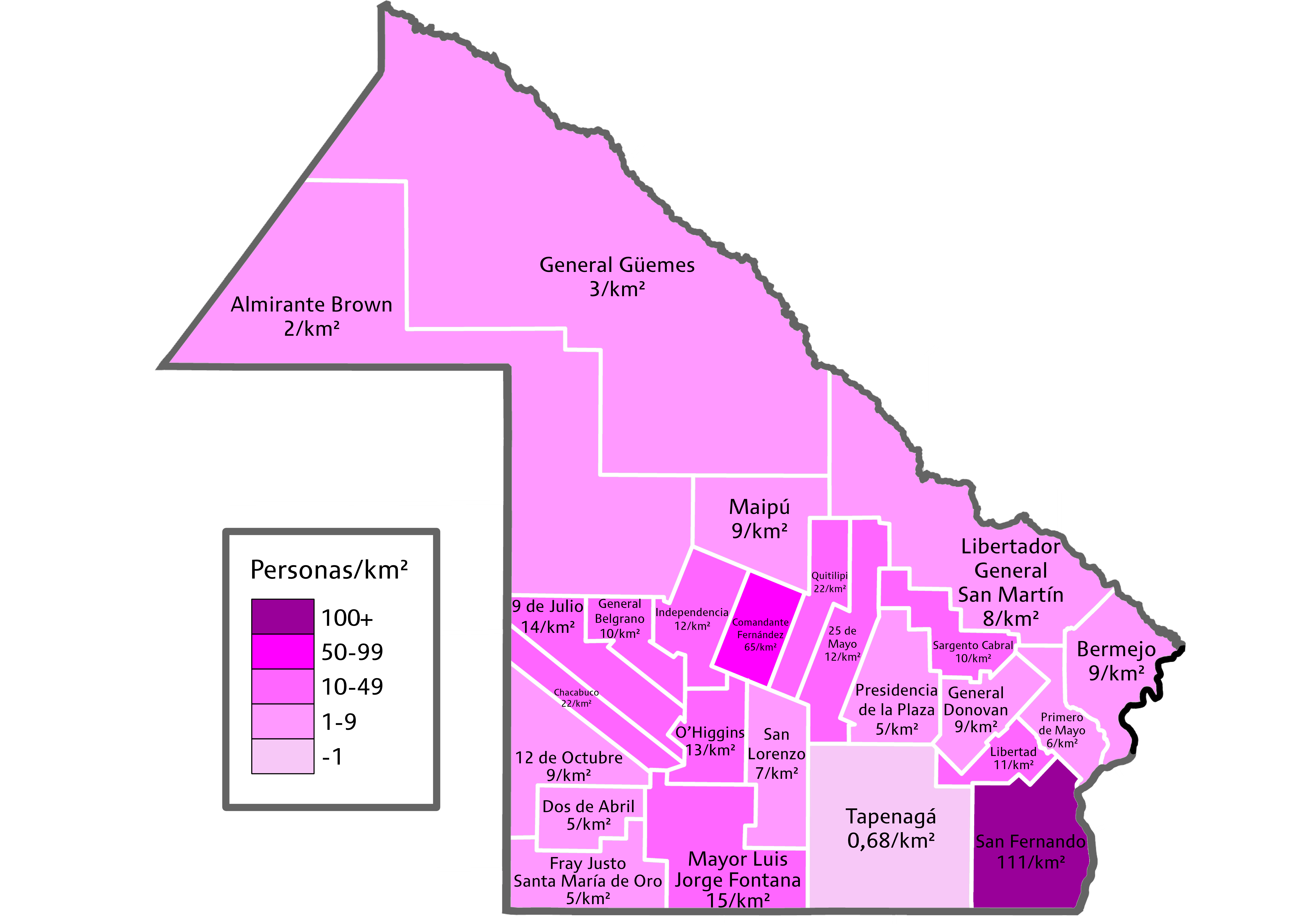
Densidad de población (Censo 2010).

La población rural, muy importante, se encuentra cada vez más cercana a los guarismos nacionales (20% de población es rural, frente a un 10% en el país). La migración hacia la ciudad es acelerada, lo que provoca el crecimiento desordenado más la aparición de numerosas villas de emergencia donde se albergan los que no consiguen encontrar su lugar en la ciudad, principalmente buscan trabajo en la capital de la provincia.

### Principales ciudades
Puede separarse a la provincia en seis zonas cada una con una ciudad que sobresale del resto: sudeste, donde se asienta la capital Resistencia y sus alrededores; centro, donde se encuentra la ciudad de Presidencia Roque Sáenz Peña, segunda ciudad de la provincia; sur, con Villa Ángela tercera ciudad provincial. El resto de las ciudades no tienen un orden de importancia tan claro, aunque se destacan Charata en el sudoeste, General San Martín al este, y Juan José Castelli en el norte (la zona de mayor crecimiento poblacional). La costa norte del río Teuco vive un proceso de urbanización muy marcado, puede destacarse la localidad de El Sauzalito, con más de 3000 habitantes.
Aglomerados urbanos de más de 10 mil habitantes en 2010:
1. Gran Resistencia, 385 726 habitantes
2. Presidencia Roque Sáenz Peña, 89 882 habitantes
3. Villa Ángela, 41 403 habitantes
4. General José de San Martín, 28 124 habitantes
5. Juan José Castelli, 27 201 habitantes
6. Charata, 26 497 habitantes
7. Quitilipi, 24 517 habitantes
8. Las Breñas, 22 953 habitantes
9. Machagai, 21 997 habitantes
10. Tres Isletas, 16 976 habitantes
11. La Leonesa - Las Palmas, 13 737 habitantes
12. General Pinedo, 13 042 habitantes
13. Corzuela, 10 335 habitantes
14. Villa Berthet, 10 224 habitantes

## Flora
La vegetación refleja la desigual distribución de lluvias y ofrece un bosque cerrado al oeste (El Impenetrable) un paisaje de parques y sabanas en el centro y las selvas en galerías que bordean los ríos del oeste. Las palmeras- sobre todo la caranday- son típicas de los pastizales cercanos a los ríos Paraguay y Paraná, al punto que una palmera es el principal dibujo dentro del escudo provincial.

## Economía
El desarrollo primigenio de la provincia está relacionado con la explotación de los bosques de quebracho y la producción de algodón, que en la actualidad es uno de sus principales cultivos y provee el 60% del total nacional. Luego la industria fue cobrando un lugar cada vez más importante hasta que comenzó a perder vigor a mediados de la década de 1970. A partir de allí ninguna actividad pudo suplir de forma eficaz esta pérdida de fuentes genuinas de trabajo hasta que a fines del 2010 y comienzo de 2011, el algodón volvió a ser el cultivo más importante para la provincia y la región, pues con 368 mil hectáreas es la provincia con mayor superficie implantada. En el año 2002 en la Provincia del Chaco se contabilizaron 13.683 productores.
Como producto de la crisis algodonera, se hizo necesario diversificar la base productiva agrícola de Chaco. Eso derivó en la producción de nuevos cultivos que juntamente con la explotación de los recursos forestales y con la ganadería, de carácter complementaria al resto, formaron el mosaico de actividades productivas del territorio.
En el año 2008 se registraron 76.000 personas que vivían o trabajaban en el campo chaqueño, lo que significaba una capacidad laboral que era similar a la del sector público provincial, con 75.000 puestos registrados entre los nacionales, provinciales, y municipales.

### Sector primario
Desde mediados de la década de 1970 el agro ha incorporado cultivos propios de la región pampeana tales como la soja, el sorgo y el maíz, destacándose el primero sobre todo en la región centro y sudoeste. También se cultivan la caña de azúcar, el arroz y el tabaco, en el sur aunque con menor actividad.

La ganadería vacuna se practica con rodeos de animales criollos y cruzas de cebú, que se adaptan con facilidad a las altas temperaturas, la escasez de pastos o las áreas anegadas. Los campos chaqueños son también ocupados como "de invernada" para los vacunos, es decir que comienzan su desarrollo aquí para culminar en la Pampa Húmeda. Los campos son ocupados por la ganadería en zonas cuya baja permeabilidad dificulta la realización de la agricultura. Un reciente proyecto fomenta la producción de caprinos en el oeste de la provincia. También revisten cierta importancia la producción de porcinos en el sudoeste provincial, y de pollos y huevos cerca de la capital.
Alrededor del Gran Resistencia se asienta la principal producción de huertas cuya producción se destina en su mayoría al consumo de Resistencia y Corrientes; en Sáenz Peña existen criaderos de hongos. La captura de peces en el río (dorados, surubíes, pacúes, corvina de río, armados, bagres etc.) forma pequeñas colonias de pescadores en la zona costera del Paraná y el Paraguay.
Aunque rodeada por zonas hidrocarburíferas al norte (Tartagal en Salta e Ingeniero Juárez en Formosa), las búsquedas del petróleo no han dado frutos satisfactorios.

### Sector secundario
Dentro de la industria pueden resaltarse las desmotadoras de algodón y los aserraderos en el interior provincial. (En Chaco se encuentra una fiesta conocida como Fiesta Nacional del Algodón que se realiza desde el 18 al 20 de mayo.) Muy ligada a la extracción de algarrobo de los bosques nativos se encuentra la fabricación de muebles, con principal asiento en la ciudad de Machagai, y en menor medida en las demás poblaciones situadas sobre la ruta nacional 16 en el centro de la provincia. La cada vez mayor producción de oleaginosas —sobre todo soja y girasol— fomentaron la creación de silos y plantas aceiteras; si bien esta actividad es aún incipiente, la ciudad de Charata (y demás poblaciones situadas a la vera de la ruta nacional 95) emerge como un promisorio polo económico impulsado por esta coyuntura.
De la otrora poderosa industria taninera solo quedan algunos restos en Puerto Tirol y La Escondida, en el este provincial. Otra industria que directamente desapareció es la del azúcar, dejando a la población de Las Palmas sin su casi única fuente de trabajo. En consecuencia, se ensayaron planes de apoyo a esta población que originaron algunas pequeñas industrias alimenticias. Por otro lado, en el Gran Resistencia hay actividades industriales en química, metalúrgica, plásticos, alimenticia y frigorífica, la más importante.
Se han instalado parques solares fotovoltaicos en las localidades de Pampa del Infierno,Villa Ángela, Miraflores, Sáenz Peña, Charata y Castelli.

### Sector terciario
La administración pública es la principal fuente de empleo en el Gran Resistencia, y en algunas zonas donde la situación social crítica apuntala la creación de proyectos que disminuyan esta brecha.
Su situación de modo estratégico de comunicaciones en todo el nordeste argentino, y lo desarrollado de las hidrovías fluviales -con base en el puerto de Barranqueras- y ferroviaria fueron en otro momento impulsoras de la actividad económica. A inicios de 2007 la ruta nacional 16 que forma parte de un corredor bioceánico y el puente general Belgrano que cruza el río Paraná hacia Corrientes permiten que el Chaco sea un punto importante en las comunicaciones, y sede de algunos centros logísticos. Entre las obras proyectadas se encuentran un puente con el Paraguay a la altura de Puerto Bermejo, un segundo puente con Corrientes (ferrovial, a diferencia del primero), el dragado del puerto de Barranqueras, la readecuación de las vías del ferrocarril entre Aviá Teraí y Resistencia, y la conversión del importante aeropuerto internacional de Resistencia en un nodo concentrador local. Estas obras hacen suponer que la actividad aumentará.
El turismo ha tenido un notable crecimiento. Eventos como la Fiesta Nacional de Pesca del Dorado en la Isla del Cerrito; la Fiesta Nacional del Algodón en Presidencia Roque Sáenz Peña y la Bienal Internacional de Esculturas en Resistencia convocan importante cantidad de público. 
Otros atractivos turísticos:
- Parque nacional Chaco, parque nacional que preserva el bioma del Chaco Oriental. Su ingreso se halla cerca de la localidad de Capitán Solari.
- Parque nacional El Impenetrable, con sus 128,903 has. preserva el bosque nativo chaqueño y animales de la región. La puerta de entrada al Impenetrable se encuentra en Juan José Castelli. Hoy en día es el parque nacional más grande del norte argentino y uno de los más grande del país.
- Aguas termales de Presidencia Roque Sáenz Peña: de reconocida calidad en el centro de dicha ciudad.
- Villa Río Bermejito, pintoresca población costera y balneario sobre el río Bermejito, a unos 200 km de Sáenz Peña.
- Isla del Cerrito, principal destino por la cantidad de afluentes, es un destino usual de pescadores deportivos. El torneo nacional de pesca del dorado con devolución atrae turistas de muchas zonas del país.
- Bienal Internacional de Esculturas, importante evento que se desarrolla cada dos años en la capital de la provincia, donde escultores de la Argentina y el resto del mundo durante una semana crean sus obras de arte a la vista del público. Los resultados quedan como patrimonio permanente de la ciudad, que la suma a sus ya más de 400 esculturas al aire libre.
- Zoológico de Sáenz Peña: se especializa en conservar especies en peligro de extinción adaptadas al caluroso clima de la zona donde hay una variedad de más de 5000 especies de aves y casi 1500 ejemplares de mamíferos y reptiles.
- Campo del Cielo, ubicado al sudoeste de la provincia cerca del límite con Santiago del Estero. En este paraje hace unos 20.000 años una lluvia de meteoritos sembró de rocas espaciales, que cuenta con el segundo y tercer meteorito más grandes encontrados en la Tierra.[31]
- Misión Nueva Pompeya, población ubicada en el corazón del Impenetrable, donde se preservan los restos de una antigua reducción indígena.
- Fiesta Nacional del Algodón, y la Feri-Chaco, en la localidad de Presidencia Roque Sáenz Peña, feria agrícola y comercial desarrollada junto a ella, reúne miles de visitantes todos los años. En dicha exposición se presentan maquinarias, servicios, y se realiza la elección de la Reina Nacional del Algodón y Reina de la Ferichaco.
- El Paranacito, balneario sobre el río Paranacito, a 20 kilómetros al sur de Resistencia.

## Cultura
El Chaco ha tenido personalidades del arte tales como Luis Landriscina, Rolando Chaves, Aledo Meloni, Zitto Segovia, Elio Roca, Oscar Alemán y Carlos Busqued.
El Autódromo Santiago Yaco Guarnieri ha albergado carreras de automovilismo del TC 2000 y el Top Race. El principal piloto chaqueño ha sido Juan Manuel Silva. En golf se ha destacado Emiliano Grillo, ganador en el PGA Tour.
Desde 1988, cada 2 años se celebra en Resistencia la Bienal internacional de esculturas, donde los artistas trabajan al aire libre y a la vista del público durante una semana. Las esculturas se instalan luego en las calles de la ciudad haciendo de Resistencia "la ciudad de las esculturas".

## División política
Chaco posee 25 departamentos y 70 municipios.

### Departamentos

Provincia del Chaco, división política y su capital

La provincia está conformada por 25 departamentos, de los cuales el más reciente es el departamento Dos de Abril, creado en 1992. Los departamentos son en su mayoría pequeños, con excepción de Almirante Brown, General Güemes y General San Martín, que ocupan casi el 50% de la provincia. Los departamentos tienen un valor simbólico, ya que solo sirven para demarcar políticas agrupándolos a los mismos, pero no eligen gobernantes zonales ni representantes ante la Legislatura provincial, que por otra parte, es unicameral.
Para una lista completa de los departamentos véase Anexo:Departamentos de la Provincia del Chaco.

### Municipios
Los departamentos se componen de municipios, con intendentes elegido por el voto popular. Los municipios pueden ser de tres categorías (según la población), el piso es de 800 habitantes; todos los municipios tienen jurisdicción sobre áreas urbanas y rurales, y algunos abarcan otras localidades que no alcanzan a conformar un municipio. Con la instrumentación de las áreas de influencia de los municipios, estos cubren todo el territorio provincial.
La provincia reconoce la autonomía municipal pero para diciembre de 2006 solo la ciudad de Resistencia ha promulgado una carta orgánica.
Para una lista completa de los municipios véase Anexo:Municipios del Chaco, para información sobre la organización municipal provincial, véase Organización municipal de la Provincia del Chaco.
| Orden | Mapa | Departamento                  | Población (2022) | Cabecera                     | Otros municipios                                                                       |
| ----- | ---- | ----------------------------- | ---------------- | ---------------------------- | -------------------------------------------------------------------------------------- |
| 1     |      | Almirante Brown               | 37851            | Pampa del Infierno           | Concepción del Bermejo Los Frentones Taco Pozo                                         |
| 2     |      | Bermejo                       | 28144            | La Leonesa                   | General Vedia Isla del Cerrito Las Palmas Puerto Bermejo Puerto Eva Perón              |
| 3     |      | Chacabuco                     | 34598            | Charata                      |                                                                                        |
| 4     |      | Comandante Fernández          | 101960           | Presidencia Roque Sáenz Peña |                                                                                        |
| 5     |      | Doce de Octubre               | 23222            | General Pinedo               | Gancedo General Capdevila                                                              |
| 6     |      | Dos de Abril                  | 8319             | Hermoso Campo                |                                                                                        |
| 7     |      | Fray Justo Santa María de Oro | 10653            | Santa Sylvina                | Chorotis                                                                               |
| 8     |      | General Belgrano              | 12807            | Corzuela                     |                                                                                        |
| 9     |      | General Donovan               | 15096            | Makallé                      | La Escondida La Verde Lapachito                                                        |
| 10    |      | General Güemes                | 68525            | Juan José Castelli           | El Sauzalito Fuerte Esperanza Miraflores Misión Nueva Pompeya Villa Río Bermejito      |
| 11    |      | Independencia                 | 21996            | Campo Largo                  | Avia Terai Napenay                                                                     |
| 12    |      | Libertad                      | 13807            | Puerto Tirol                 | Colonia Popular Laguna Blanca                                                          |
| 13    |      | Libertador General San Martín | 65686            | General José de San Martín   | Ciervo Petiso La Eduvigis Laguna Limpia Pampa Almirón Pampa del Indio Presidencia Roca |
| 14    |      | Maipú                         | 26416            | Tres Isletas                 |                                                                                        |
| 15    |      | Mayor Luis Jorge Fontana      | 59965            | Villa Ángela                 | Coronel Du Graty Enrique Urién                                                         |
| 16    |      | Nueve de Julio                | 30258            | Las Breñas                   |                                                                                        |
| 17    |      | O'Higgins                     | 21579            | San Bernardo                 | La Clotilde La Tigra                                                                   |
| 18    |      | Presidencia de la Plaza       | 13956            | Presidencia de la Plaza      |                                                                                        |
| 19    |      | Primero de Mayo               | 14279            | Margarita Belén              | Colonia Benítez                                                                        |
| 20    |      | Quitilipi                     | 32642            | Quitilipi                    |                                                                                        |
| 21    |      | San Fernando                  | 416140           | Resistencia                  | Barranqueras Basail Fontana Puerto Vilelas                                             |
| 22    |      | San Lorenzo                   | 16062            | Villa Berthet                | Samuhú                                                                                 |
| 23    |      | Sargento Cabral               | 18793            | Colonia Elisa                | Capitán Solari Colonias Unidas Las Garcitas                                            |
| 24    |      | Tapenagá                      | 4059             | Charadai                     | Cote Lai                                                                               |
| 25    |      | Veinticinco de Mayo           | 32793            | Machagai                     |                                                                                        |

### Límites
| Noroeste: Salta               | Norte: Formosa | Nordeste: Formosa   |
| Oeste: Santiago del Estero    |                | Este: Paraguay      |
| Suroeste: Santiago del Estero | Sur: Santa Fe  | Sureste: Corrientes |

## Hermanamientos
- Provincia autónoma de Trento, Italia (2001)[34]
- Óblast de Volinia, Ucrania (2004)